# Karlo Maslo
Karlo Maslo (partizansko ime Drago), slovenski kmet, partizan in narodni heroj, * 21. julij 1912, Ostrožno Brdo, † 23. avgust 1988, Celje.
Leta 1941 je vstopil v NOB, kjer je bil komandir čete, bataljona in brigade. Po vojni je ostal v JA/JLA, nakar je leta 1950 končal aktivno vojaško službo.

## Življenje in delo
Rodil se je v kmečki družini na Ostrožnem Brdu pri Ilirski Bistrici. Leta 1935 je bil vpoklican v italijansko vojsko. Po italijanskem napadu na Etiopijo je 1936 pobegnil iz vojske in zbežal v Jugoslavijo. Po obljubljeni amnestiji aprila 1937 se je vrnil v Italijo, vendar so ga fašistične oblasti zaprle in obsodile na zaporno kazen. Kazen je prestajal v Trstu in vojaškem zaporu Geata severno od Neaplja. Po odsluženi kazni je moral k vojakom, najprej v Bonevento, nato pa v Imperio pri Genovi. Oktobra 1941 je dobil bolniški dopust, med okrevanjem pa je z Ervinom Dolganom 28. oktobra pri Kilovčah iztiril nemški vlak. To je bila prva partizanska akcija na Primorskem. Novembra 1941 se je vrnil v vojsko, a že decembra ponovno zbežal in se v Brkinih priključil Primorski partizanski četi. Bil je borec Dolganove skupine, katerega so fašistične oblasti lovile in zanj razpisale visoko nagrado.
Sodeloval je v bojih na Nanosu, po preureditvi partizanskih enot 25. aprila 1942 pa je postal komandir Brkinske čete. Zaradi več uspešnih akcij je tržaški fašistični prefekt na Maslovo glavo razpisal visoko nagrado. Na sodnem procesu v Rimu pa je bil junija 1942 v odsotnosti obsojen na smrt. Naslednje leto je postal komandant 3. bataljona Južnoprimorskega odreda, po združitvi primorskih brigad in odhodu Gradnikove brigade v osrednjo Slovenijo pa komandant njenega 2. bataljona. Med nemško ofenzivo se je vrnil na Primorsko. Decembra 1943 je postal komandant Istrskega odreda. Na koncu vojne je bil komandant jurišnega bataljona 30. divizije in komandant Kosovelove brigade. Po osvoboditvi je delal v kmetijstvu in bil med drugim upravnik kmetijskega posestva pri Celju.
Karlo Maslo je nosilec partizanske spomenice. Za narodnega heroja je bil imenovan 27. novembra 1953. V narodnoosvobodilni borbi je sodelovalo sedem članov njegove družine. Sestra Kristina je bila prva primorska partizanka.

## Napredovanja
- rezervni major JLA (?)

## Odlikovanja
- red narodnega heroja
- red za hrabrost (2x)
- red zaslug za ljudstvo II. stopnje
- red bratstva in enotnosti II. stopnje
- red partizanske zvezde III. stopnje
- partizanska spomenica 1941